# Santa Maria della Croce (Crema)
|  | Aquest article tracta sobre el barri de la ciutat llombarda de Crema. Si cerqueu el santuari en aquest barri, vegeu «Santa Maria della Croce». |

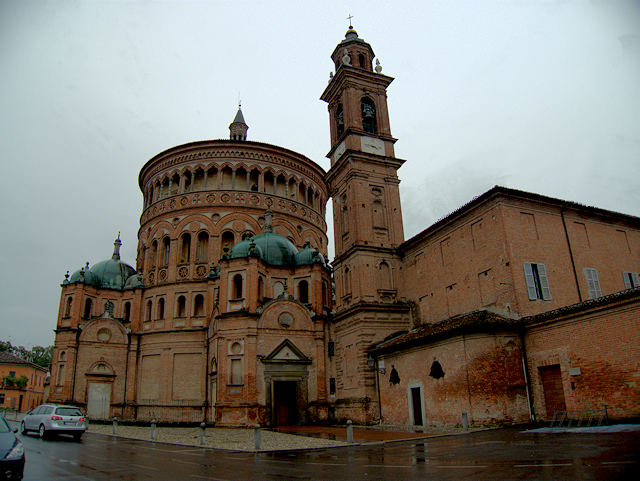
El santuari de Santa Maria della Croce vist de Via Battagio

Santa Maria della Croce és un barri del nord de Crema al nord d'Itàlia; durant el Risorgimento (1861) tenia 928 habitants; va ser integrat a la ciutat, juntament amb altres municipis, el 1928. El nom d'aquest barri fa referència al santuari de Santa Maria della Croce (segle xv) i és a dos quilòmetres del centre de la ciutat, en el camí a Bèrgam, en un lloc on originalment només hi havia més un petit bosc anomenat Novelletto. Des de 1828 el bisbe de Crema Tommaso Ronna va proclamar oficialment Santa Maria de la Creu com a parròquia independent.